# Cicha woda
Cicha woda – singel producenta muzycznego Donatana i piosenkarki Cleo. Piosenka promowała album duetu zatytułowany Hiper/Chimera. Gościnnie w utworze wystąpił wrocławski raper Adrian „Sitek” Kryński. Wydawnictwo, w formie digital download ukazało się 23 kwietnia 2014 roku nakładem wytwórni muzycznej Urban Rec.
Utwór wyprodukowany przez Donatana został zarejestrowany w krakowskim Gorycki & Sznyterman Studio we współpracy z realizatorem Jarosławem Baranem. Piosenkę otwiera monolog nagrany przez aktora Krzysztofa Globisza. Kompozycja była promowana teledyskiem, który wyreżyserował Piotr Smoleński.

## Notowania
| Kraj   | Lista                  | Pozycja |
| ------ | ---------------------- | ------- |
| Polska | ZPAV Airplay – Top     | 11      |
| Polska | ZPAV Airplay – nowości | 1       |
| Polska | RMF FM – Poplista      | 4       |